# Gloria del Paraguay
Gloria Criscione Pineda, artísticamente conocida como Gloria del Paraguay, es una soprano paraguaya, reconocida en el mundo de la música por la versatilidad de su voz. Realiza conciertos de música clásica y arias de ópera para soprano lírica y soprano dramática, y arias para mezzosoprano, incluyendo en su repertorio canciones folklóricas del Paraguay y de Latinoamérica.

## Educación
Hija de padre italiano y madre española, nacida en Paraguay. Inició sus estudios a los cinco años en la Escuela de Bellas Artes, en la disciplina de declamación y danza. A los once años, fue aceptada como alumna de canto de Aurelia Camihor Lofrucio. A los doce años, se presenta como solista de la Orquesta sinfónica y del Coro del Ateneo Paraguayo. Fue protagonista de varias zarzuelas y operetas, formando más tarde su propia compañía, con la denominación de “Compañía Paraguaya de Comedias Musicales”.
Graduada con el título de doctora en Psicología y Ciencias Sociales. Experta en Nutrición y Auriculoterapia. Realizó estudios de Marketing y Periodismo en Ginebra. 

## Carrera
Se dedicó, un largo tiempo a la Música Folklórica Paraguaya y latinoamericana. Realizó el rescate y la recopilación de los ritmos negros de Cambá Kuá – Paraguay.
Realizó largas giras por Europa, Oriente, Estados Unidos, y Latinoamérica. En su discografía figuran treinta y tres discos. Su primera grabación la realizó en Portugal.
El 5 de febrero de 1995, fue la primera artista latinoamericana en cantar como solista, en un concierto integrado, en el Manhattan Center de Nueva York.
Fue la primera en grabar los tres minutos más difíciles del Tenor de la Opera Tosca "E lucevan le stelle". 
En España, sus presentaciones en radio y televisión fueron muy consagratorias. Galardonada con el premio “España de Oro” como mejor cantante de habla hispana, y tres veces consecutiva fue premiada con la "T" de triunfadora como "Mejor Cantante Hispano-Parlante". 
En Chile, formó parte del grupo de Jurados del Festival Internacional de la Canción de Viña del Mar y del Festival OTI de la Canción.
Como poetisa, Gloria Criscione Pineda, fue invitada al cuarto salón del libro en París, donde sus poemarios, figuran en la recopilación de la poesía paraguaya del PEN CLUB, que premia a los mejores cien escritores paraguayos. 
Tiene editado cinco libros: “Cristal”, “Cuarzo y Cristal”, “Transmutación y Silencio”, “Clave y Recuerdos” y “Medicina Natural, su alternativa”.
Luego de algunos años de silencio, para organizar la "Gloria International Fundation", su Fundación para las Artes, las Ciencias y la Tecnología, retorna al mundo del espectáculo, realizando conciertos para la obtención de fondos para la nominada Fundación, la cual, sin dudas, es una de sus más importantes prioridades.

## Artista y Embajadora de la Paz
A los 13 años, representó al Paraguay, por primera vez, en el Festival Sudamericano en Salta, Argentina, obteniendo el primer premio en "Interpretación y Canto".
Fue propuesta por la Universidad Nacional de Asunción para el premio Príncipe de Asturias por su labor de integración de los pueblos iberoamericanos. 
Fue recibida por el papa Juan Pablo II, como portavoz de los artistas latinoamericanos.
Fue nombrada Delegada Cultural Itinerante de la República del Paraguay y Embajadora Artística. 
Fue nombrada Embajadora de la Paz en 2007, por la Federación Interreligiosa e Internacional para la Paz Mundial, con sede en los Estados Unidos y reconocida por la ONU.
Por Resolución de la Junta Municipal de Asunción, fue nombrada Hija Dilecta de la Ciudad de Asunción.
En 2003, la Universidad Iberoamericana, le concedió la distinción de "Honor al Mérito", plasmando su nombre en una placa, integrando así, el mural de la Universidad, para ejemplo de futuras generaciones.
La Defensoría del Pueblo de la República del Paraguay, la nombra "Mujer Protagonista del Paraguay".
Fue seleccionada entre 141 cantantes, en el Manhattan Center de Nueva York, para formar parte, de una de las tres sopranos, en el Primer Concierto de Sopranos, por la paz del mundo, “The Sopranos World Concert, for World Pace” (una serie de Conciertos a ser realizados, en lugares establecidos como Patrimonio de la Humanidad). Junto a las sopranos: Seiko Lee (Japón) y M. Zury (EE. UU.); y bajo la dirección de los reconocidos directores de orquesta de los diversos continentes: de los Estados Unidos, David Eaton (célebre director de la Orquesta Sinfónica de la ciudad de Nueva York). De Italia, Luca Testa (especializado en el repertorio operístico italiano, con particular atención al estilo verdiano y pucciniano) y del Paraguay, Florentín Giménez (el cual, entre tantas otras composiciones, lleva hecha 100 obras de cámara, entre ellas, 10 zarzuelas paraguayas, 4 poemas sinfónicos, 2 suites para ballet, 4 conciertos para violín, piano y violonchelo).
En febrero de 2009, la Universidad Metropolitana de Asunción, reconoce a Gloria Criscione Pineda, por sus acciones positivas en la construcción de una sociedad más digna, equitativa y democrática, como una de las mujeres constructoras de la Historia del Paraguay.